# Gampel-Bratsch
Gampel-Bratsch (toponimo tedesco) è un comune svizzero di 1 965 abitanti del Canton Vallese, nel distretto di Leuk.

## Storia
È stato istituito nel 2009 con la fusione dei comuni soppressi di Bratsch e Gampel; capoluogo comunale è Gampel.

## Società

### Evoluzione demografica
L'evoluzione demografica è riportata nella seguente tabella:
Abitanti censiti

## Geografia antropica

### Frazioni
- Bratsch[3]
  - Änggersch
  - Getwing
  - Niedergampel
- Gampel[4]
  - Jeizinen